# Hombre de mar
Hombre de mar é uma telenovela argentina produzida pela Pol-ka Producciones e exibida pelo Canal 13 entre 21 de abril de 1997 e 6 de outubro de 1997.

## Elenco
- Gabriel Corrado - Fernando
- VIviana Saccone - Florencia
- Cristina Murta - La Baska
- Aldo Barbero - Franco
- Lucrecia Capello - Elenita
- Jorge Diez - Donatto
- Alejandra Gavilanes - Andrea
- Tony Vilas - Roberto
- Gloria Carrá - Mariana